# プロトン (人工衛星)

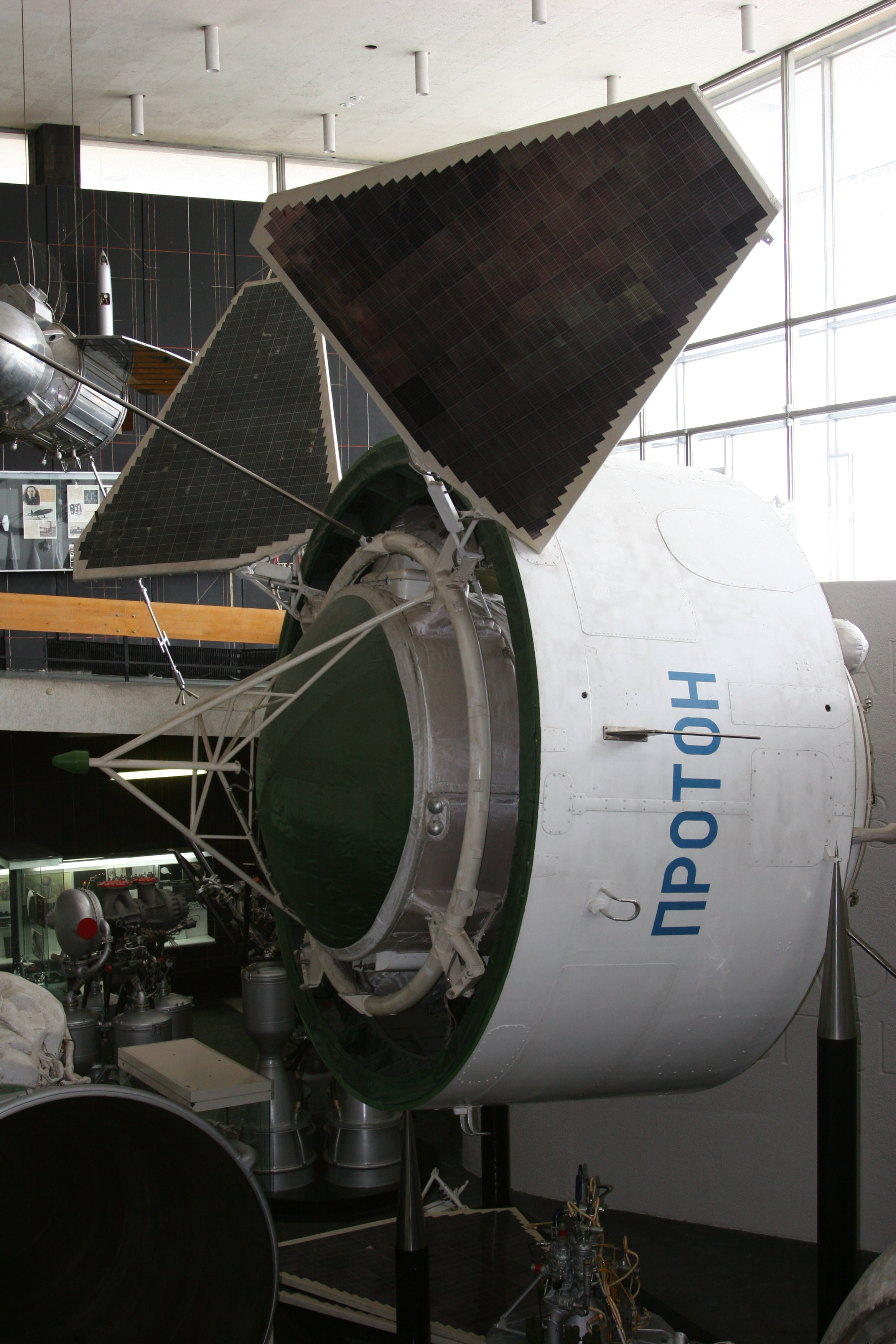
プロトン衛星の模型。展示スペースの都合上、4枚の太陽電池パネルのうち2枚が取り外されている（ツィオルコフスキー航空宇宙学歴史博物館 ）。

プロトン (ロシア語: Протон、「陽子」の意味）とは、ソビエト連邦の人工衛星である。1965年から1968年に4基が打ち上げられ、地球低軌道上で高エネルギーの宇宙線を観測した。

## 概要
衛星の本体は円筒形で、発電用の太陽電池パネルを4枚備えていた。
重量は12-17トンで、ソ連が1965年3月まで打ち上げられていた人工衛星ボスホートシリーズの約2倍、同年6月にアメリカがタイタン3Cで打ち上げた模擬人工衛星（9.513kg）をはるかにしのぐ重量であり、西側では宇宙ステーションとして利用する可能性が指摘されていた。
打ち上げに用いられた大型ロケットは、「プロトンロケット」として知られ、2010年代まで使用され続けた。

## 運用
| 名称        | 打ち上げ日時   | 重量     |
| ----------- | -------------- | -------- |
| プロトン1号 | 1965年7月16日  | 12,200kg |
| プロトン2号 | 1965年11月2日  | 12,200kg |
| プロトン3号 | 1966年7月16日  | 12,200kg |
| プロトン4号 | 1968年11月16日 | 17,000kg |